# Silo (The Altogether)
Silo is het debuutalbum van de Amerikaanse folkrockband The Altogether. Het album werd op 24 juni 2020 uitgebracht op Bandcamp, en een maand later op de andere streamingplatforms, onder het label Fries Guys Records. Het album werd geproduceerd, opgenomen en gemixt door Jonah Scott en gemasterd door Kyle Joseph. Het album werd ook als LP verkocht door Gotta Groove Records.

## Achtergrond
Na het uitbrengen van de alleenstaande single Dogs at the Beach begon de band aan hun debuutalbum Silo na twee ep's. Het eerste nummer dat door Jonah en Brian David Gilbert werd geschreven was Tug of War Kid. Na Hun tweede ep, When We Were Kids, werd Sierra Scott ook een volledig lid van de band, naast Brian en Jonah. Het eerste nummer van het album, On Decatur Street, was dan ook een samenzang tussen de drie zangers.
De nummers Ladybug en Follow Trough, geschreven toen de band nog Scott and Gilbert heette, werden opnieuw opgenomen en geproduceerd voor het album. See the Day, een nummer van Gilbert uit zijn eigen serie Dances Moving! uit 2017, werd ook uitgebracht op het album.

## Tracklist
| Nr.          | Titel               | Duur  |
| ------------ | ------------------- | ----- |
| 1.           | "On Decatur Street" | 2:22  |
| 2.           | "Ladybug"           | 2:53  |
| 3.           | "Brown of Gold"     | 4:43  |
| 4.           | "Follow Trough"     | 3:43  |
| 5.           | "Tug of War Kid"    | 4:07  |
| 6.           | "Bigger Sky"        | 4:18  |
| 7.           | "10/31"             | 1:58  |
| 8.           | "This One's Mine"   | 3:52  |
| 9.           | "Must Be a Dream"   | 3:53  |
| 10.          | "See the Day"       | 3:07  |
| 11.          | "Newton's First"    | 3:11  |
| Totale duur: | Totale duur:        | 38:07 |

## Medewerkers
- Jonah Scott: schrijver, productie, mixing, opname, gitaar, basgitaar, percussie, piano, synthesizers, ukelele, programmering, harmonium, leadzang (Nr. 1, 3, 5-8 en 11), achtergrondzang (3-6 en 8-9)
- Brian David Gilbert: schrijver, leadzang (Nr. 1-2, 4, 6 en 9-10), aanvullende productie
- Sierra Scott: leadzang (Nr. 1 en 3), achtergrondzang (Nr. 6 en 10)
- Stephan Stanzione: drums (Nr. 2-3, 8 en 10)
- Jesse Blum: trompet (Nr. 2 en 3)
- Virginia Pettis: trombone (Nr. 2 en 3)
- Bergamot Quartet: snaarinstrumenten (Nr. 7)

- Viool: Ledah Finck en Sarah Thomas (Nr. 7)
- Amy Tan: altviool (Nr. 7)
- Irène Han: cello (Nr. 7)
- Matthew Sullivan: aanvullende productie (Nr. 9)
- Elizabeth Croteau: assisterende productie
- Kyle Joseph: mastering
- Savannah Scott: cover voorkant
- Karen Han: cover achterkant

Jonah Scott  · Sierra Scott · Brian David Gilbert